# (7034) 1994 YT2
1994 واي تي 2 (ويعرف أيضًا باسم (7034) 1994 واي تي 2 وفق تسمية الكوكب الصغير) (بالإنجليزية: 1994 YT2)‏ هو كويكب ضمن حزام الكويكبات؛ وترتيبه 7034 من حيث الاكتشاف.
اكتُشف هذا الجُرم الفلكي بواسطة هيروشي كانيدا في 25 ديسمبر 1994.

## وصلات خارجية
- (7034) 1994 YT2 في قاعدة بيانات مختبر الدفع النفاث لأجرام النظام الشمسي الصغيرة

- الاكتشاف · مخطط المدار ·  العناصر المدارية · المعلمات المادية

- (7034) 1994 YT2 على موقع ويكي سكاي: DSS2, SDSS, GALEX, IRAS, Hydrogen α, X-Ray, Astrophoto, Sky Map, Articles and images